# Sturzkampfgeschwader 2
A Sturzkampfgeschwader 2 Immelmann foi uma unidade da Luftwaffe durante a Segunda Guerra Mundial.

## Geschwaderkommodoren
| Comandante                | Data                                            |
| ------------------------- | ----------------------------------------------- |
| Obstlt Oskar Dinort       | 15 de Outubro de 1939 - 15 de Outubro de 1941   |
| Obstlt Paul-Werner Hozzel | 16 de Outubro de 1941 - 13 de Fevereiro de 1943 |
| Obstlt Dr. Ernst Kupfer   | 13 de Fevereiro de 1943 - 9 de Setembro de 1943 |
| Obstlt Hans-Karl Stepp    | 10 de Setembro de 1943 - 18 de Outubro de 1943  |

## Stab
Formado no dia 15 de Outubro de 1939 em Köln-Ostheim. No dia 18 de Outubro de 1943 se tornou Stab/SG 2.
Era conhecida como Gefechtsverband Hozzel, no período entre Janeiro e Fevereiro de 1943, controlando partes da St.G.1, St.G.2 e St.G.77.
Ficou também conhecida como Gefechtsverband Kupfer, em Julho de 1943, controlado diversas unidades de Stuka durante a Operação Citadel.
O Stabsstaffel/St.G.2 foi formado em 20 de Agosto de 1940, mas acabou sendo dispensado dois anos mais tarde, em Agosto de 1942, e utilizava vários Do 17P, Bf 110D e Ju 87B/D.

## I. Gruppe

### Gruppenkommandeure
- Major Oskar Dinort, 1 de Maio de 1939 - 15 de Outubro de 1939
- Hptm Hubertus Hitschhold, 16 de Outubro de 1939 - 15 de Outubro de 1941
- Hptm Bruno Dilley, Outubro de 1941 - 3 de Janeiro de 1942
- Hptm Otto Weiss, 4 de Janeiro de 1942 - 22 de Outubro de 1942
- Hptm Siebelt Reentz, 23 de Outubro de 1942 - Abril de 1943
- Hptm Wilhelm Hobein, Abril de 1943 - 24 de Setembro de 1943
- Hptm Alwin Boerst, 24 de Setembro de 1943 - 18 de Outubro de 1943

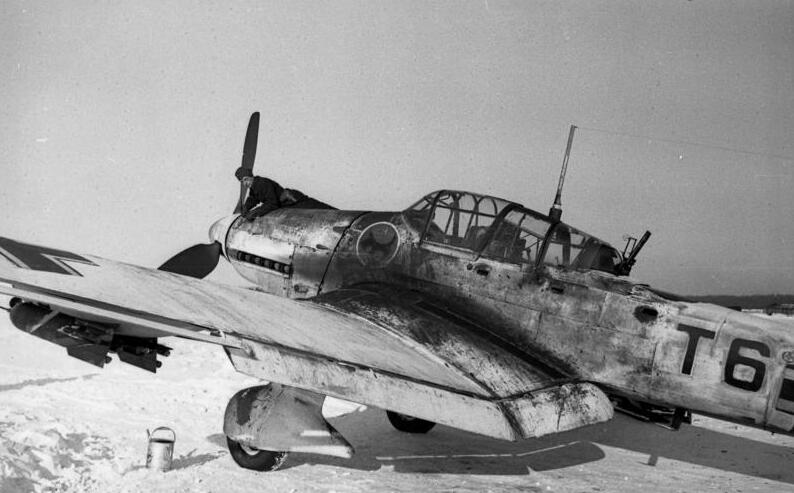
Junker Ju 87 da Sturzkampfgeschwader 2

Formado em 1 de Maio de 1939 em Cottbus a partir da I./St.G.163 com:
- Stab I./St.G.2 a partir do Stab I./St.G.163
- 1./St.G.2 a partir do 1./St.G.163
- 2./St.G.2 a partir do 2./St.G.163
- 3./St.G.2 a partir do 3./St.G.163

No dia 18 de Outubro de 1943 se tornou I./SG 2:
- Stab I./St.G.2 se tornou Stab I./SG2
- 1./St.G.2 se tornou 1./SG2
- 2./St.G.2 se tornou 2./SG2
- 3./St.G.2 se tornou 3./SG2

## II. Gruppe

### Gruppenkommandeure
- Hptm Ulrich Schmidt, 1 de Maio de 1939 - Setembro de 1939
- Hptm Claus Hinkelbein, 10 de Setembro de 1939 - 27 de Outubro de 1939
- Obstlt Georg Fitze, 27 de Outubro de 1939 - 16 de Dezembro de 1939
- Obstlt Walter Enneccerus, 16 de Dezembro de 1939 - ?
- Hptm Leonhard Busselt, ? - 4 de Dezembro de 1941
- Major Ernst Kupfer, Janeiro de 1942 - 13 de Fevereiro de 1943
- Hptm Martin Möbus, 13 de Fevereiro de 1943 - 17 de Junho de 1943
- Major Hans-Karl Stepp, 17 de Junho de 1943 - 10 de Setembro de 1943
- Hptm Maximilian Otte, 10 de Setembro de 1943 - Janeiro de 1944

Formado em 1 de Maio de 1939 em Stolp-Reitz a partir do I./St.G.162 com:
- Stab II./St.G.2 a partir do Stab II./St.G.162
- 4./St.G.2 a partir do 1./St.G.162
- 5./St.G.2 a partir do 2./St.G.162
- 6./St.G.2 a partir do 3./St.G.162

No dia 13 de Janeiro de 1942 se tornou III./St.G.3:
- Stab II./St.G.2 se tornou Stab III./St.G.3
- 4./St.G.2 se tornou 7./St.G.3
- 5./St.G.2 se tornou 8./St.G.3
- 6./St.G.2 se tornou 9./St.G.3

Foi reformada em Janeiro de 1942 em Neukuhren com as seguintes unidades:
- Stab II./St.G.2 novo
- 4./St.G.2 novo
- 5./St.G.2 novo
- 6./St.G.2 novo

Acabou sendo dispensada em 7 de Março de 1944, mas o 4./St.G. 2 se tornou 10./SG 3 e o 6./St.G. 2 se tornou 10./SG 77.

## III. Gruppe

### Gruppenkommandeure
- Hptm Ernst Ott, 1 de Maio de 1939 - 16 de Abril de 1940
- Maj Clemens Graf Schönborn, 16 de Abril de 1940 - 16 de Junho de 1940
- Obstlt Heinrich Brücker, 16 de Junho de 1941 - 1 de Agosto de 1941
- Hptm Ernst-Siegfried Steen, 1 de Agosto de 1941 - 23 de Setembro de 1941
- Maj Gustav Pressler, 1 de Outubro de 1941 - Maio de 1943
- Hptm Walter Krauss, 18 de Maio de 1943 - 17 de Julho de 1943
- Hptm Hans-Ulrich Rudel, 18 de Julho de 1943 - 18 de Outubro de 1943

Formado em 1 de Maio de 1939 em Langensalza a partir do II./St.G.163 com:
- Stab III./St.G.2 a partir do Stab II./St.G.163
- 7./St.G.2 a partir do 4./St.G.163
- 8./St.G.2 a partir do 5./St.G.163
- 9./St.G.2 a partir do 6./St.G.163

No dia 18 de Outubro de 1943 se tornou III./SG 2:
- Stab III./St.G.2 se tornou Stab III./SG2
- 7./St.G.2 se tornou 7./SG2
- 8./St.G.2 se tornou 8./SG2
- 9./St.G.2 se tornou 9./SG2

## Ergänzungsgruppe

### Gruppenkommandeure
- Olt Hans-Ulrich Rudel, Março de 1942 - Outubro de 1942
- Hptm Armin Thiede, Fevereiro de 1943 - 16 de Maio de 1943

Formado em Dezembro de 1940 em Stolp-West como Erg.Staffel/St.G.2, a partir de partes do Erg.Staffel/VIII. Fliegerkorps.
Em 1942 foi acrescentado ao Gruppe, agora com:
- Stab/Erg.Gruppe St.G.2
- 1./Erg.Gruppe St.G.2
- 2./Erg.Gruppe St.G.2

Em maio de 1943 se tornou II./St.G.151:
- Stab/Erg.Gruppe St.G.2 se tornou Stab II./St.G.151
- 1./Erg.Gruppe St.G.2 se tornou 3./St.G.151
- 2./Erg.Gruppe St.G.2 se tornou 4./St.G.151

## 10.(Pz)/St.G. 2
Formado em 17 de Junho de 1943 em Charkow(?) a partir do 2./Versuchskommando für Panzerbekämpfung. Em 18 de Outubro de 1943 se tornou 10./SG 2.